# Жировичский Ирмологион
Жиро́вичский Ирмологио́н, Жиро́вицкий Ирмологио́н (бел. Жыровіцкі Ірмалой) — выдающийся певческий памятник, а именно украино-белорусский нотолинейный сборник смешанного состава. Отражает более ранний этап истории пения Жировичского монастыря. В нём отразилась ранняя традиция белорусского греко-католического пения, которое во время создания сборника принципиально не отличалось от православного (впоследствии различия проявились в униатском репертуаре).

## История
Археографический анализ и описание рукописи Жировичского Ирмологиона провела украинский источниковед Л. А. Дубровина. Согласно её датировке, большая часть сборника относится к 1620-м годам, за исключением небольшой части текстов, датируемой 1640-ми годами (вплоть до 1649 года). Согласно белорусскому музыковеду Ольге Дадиомовой, Жировичский Ирмологион был создан в 1649 году в уже униатском Жировичском Свято-Успенском монастыре
Судя по маргиналиям рукописи, переписчиком или составителем Жировичского Ирмологиона был Иоанн Колбек, который в 1661 году «принес в дар вѣчный чудотворнѣй іконѣ пресвятыя Богородицы Жировицкой и церкви єя заложеніа…». Иван Кузьминский из Национальной музыкальной академии Украины имени П. И. Чайковского также считает, что Ирмологион был переписан Иоанном Колбеком в 1661 году, дополняя датировку мнением, что переписка состоялась непосредственно в стенах Жировичского монастыря. Согласно другой точке зрения, полистная запись в рукописи свидетельствует о передаче текста в Жировичский монастырь в 1662 году, «в дар вечный о своем и своих здравии и спасении…» (лл. 2—15), то есть намного позже составления сборника. Это даёт основания для версии о том, что основой Ирмологиона с его разнообразным репертуаром послужил не некий местный протограф, а, наоборот, — по переданной в дар рукописи её репертуар и был освоен в самом монастыре. После получения Ирмологиона он долго использовался в «хоре Жировицкой церкви» (лл. 24—26), о его местонахождении далее известно, что в 1761 году он был уже в Почаеве, после чего местом его пребывания стала библиотека Супрасльского монастыря. На данный момент Жировичский Ирмологион хранится в фондах Национальной библиотеки Украины имени В. И. Вернадского (Институт рукописи НБУВ. Ф. 1. № 3367).

## Конфессиональная принадлежность
В Жировичском Ирмологионе отразилась ранняя традиция белорусского греко-католического пения, которое во время создания сборника принципиально не отличалось от православного (впоследствии различия проявились в униатском репертуаре). В то же время послесловие «Сказание о Римстей Пасце» и дарственная надпись свидетельствуют в пользу того, что книга непосредственно относилась к униатской среде: без этих двух элементов определить униатскую принадлежность экземпляра сборника было бы весьма сложно. Ведь за насильственным обращением Жировичского монастыря в унию последовало сохранение и некоторое расширение традиционного его репертуара, однако новые песнопения в репертуаре монастыря также носили православный характер. О последнем свидетельствует наличие этих же песнопений в сборниках православных монастырей, написанных в то время.
Согласно музыковеду Ольге Дадиомовой, Жировичский Ирмологион является примером униатской традиции создания рукописей и нотных изданий, в памятниках которой оказались запечатлены черты восточнорусской (белорусской) православной обрядности. В первую очередь это проявилось в строении и музыкальной стилистике сборников данной традиции, в том числе и Жировичского Ирмологиона. Сохранение местных православных традиций и их выживание в сложных конфессиональных условиях XVII века являются непосредственными последствиями этой униатской традиции.

## Структура
Жировичский Ирмологион делится на 4 раздела песнопений, восходящих к знаменному пению Юго-Западной Руси и являющихся традиционными. В число этих разделов входят Обиход, Октоих (стихиры, ирмосы, подобны), Минея и включенная в годовой круг Триодь. Жировичскую традицию не обошла характерная для того времени многораспевность, ибо некоторые обиходные тексты в составе сборника представлены группами напевов. Создание этих групп напевов считается проявлением в первую очередь монастырской практики. В частности, эти группы представлены в сборнике подборкой нескольких херувимских, исполнение которых предназначалось как для будничных дней, так и для праздничных. Именно по херувимским делают выводы о высокой осведомлённости переписчика и о его намерении ввести мелодии современных ему традиций.

## Представленные певческие традиции
Рукопись Жировичского Ирмологиона является собранием разнообразных локальных песнопений. Украинский музыковед Иван Кузьминский считает данный факт доказательством того, что в монастыре в момент создания Ирмологиона пребывали выходцы с различных территорий Киевской митрополии, попавшие в Жировичи в результате войны. Со ссылкой на украинского исследователя Юрия Ясиновского Кузьминский приводит перечень разновидностей напевов из Жировичского Ирмологиона: «киевский, острожский, пидгирский, белорусский, виленский, слуцкий, кременецкий, скитский, сербский, болгарский, греческий».
Представленные в Ирмологионе мелодии часто отражают собой местные украино-белорусские певческие традиции, о чём свидетельствуют приводимые переписчиком их названия: «слуцкая», «кременецкая», «подгорская». Херувимские Жировицкого Ирмологиона отличаются от традиционных херувимских своей т. н. «куплетной» формой. «Новые» херувимские этого сборника, по мнению исследователей, имеют интонационное родство с киевским или болгарским распевом. При этом исследователями отмечается отсутствие в сборнике названия «жировицкого напелу», что говорит в пользу преобладания в монастыре общего репертуара и отсутствия особой собственной традиции (редакции). В то же время признаётся возможность устного существования последней.
О непосредственных контактах с украинской традицией или об опоре на украинские протографы свидетельствует часть обиходных напевов Жировичского Ирмологиона. К числу последних исследователи относят, среди прочего, достоверные «киевский» и «острожский» напевы стихов «Блажен муж» (со времени создания сборника и начинается их известность под этими названиями). Об связях с украинской традицией также говорит наличие в данном сборнике, наряду с общеизвестными ремарками, нескольких украинских ремарок, которые не встречаются в других источниках («кременецкое», «украинское»).
Несомненный интерес в Жировичском Ирмологионе представляет небольшая подборка литургийных песнопений «грецкого напелу» (греческого распева). Это также служит указанием на возраст сборника, ибо в поздней униатской практике греческий распев почти полностью отсутствует, а, по мнению протоиерея Иоанна Вознесенского, и вовсе был исключён. Песнопения «грецкого напелу» представлены в рассматриваемом сборнике тремя литургийными текстами: «Агиос о Феос» (2 редакции), «Кирие, элейсон» и херувимская песнь «грецкая» (на греческий текст). Главным отличием белорусских версий этой херувимской, включая жировичскую, от всех украинских является отсутствие вступительной интонационной формулы «Неанес».
Что касается песнопений «болгарского напелу» (болгарского распева), то Жировичский Ирмологион признаётся первым известным памятником первой половины XVII века с богатейшей коллекцией текстов данного распева. Песнопений с пометкой «болгарского распева» насчитывается 119. В их число входят болгарские песнопения для Литургии Иоанна Златоустого, догматики на 8 голосов, «Бог Господь», включающий тропарь на 8 голосов, припевы для Господних и Богородичных праздников, седальны на разные голоса, большое количество стихир (как евангельские, так на похороны и различные церковные праздники) и т. д. Таким образом, коллекция «болгарского распева» представлена как циклами («Бог Господь» с тропарями, богородичны догматики, евангельские стихиры, припевы, троичны), так и отдельными песнопениями (неизменяемые из Обихода, некоторые седальны, степенны 4-го гласа, до 40 стихир из Минеи и Триоди, некоторые каноны). Каждый из этих напевов помечен как «болгарский». На основании такого большого их количества в сборнике украинский музыковед Лидия Корней делает вывод о том, что Жировичский монастырь являлся центром особенного распространения «болгарского распева». Согласно анализу рукописи Л. А. Дубровиной, большая часть Жировичского Ирмологиона принадлежит к 1620-м годам, и именно в этой части больше всего примеров «болгарского распева».
Тесно с собранием песнопений «болгарского напелу» связан другой отличительный признак Жировичского Ирмологиона, а именно наличие двух редчайших сербских песнопений (сербского распева): херувимской и причастным стихом «Хвалите Господа с небес». Херувимская сербского распева известна только по этой версии сборника и не имеет аналогов в болгарском репертуаре, в то время как стих сербской редакции более популярен и является спутником известной болгарской редакции (обе представлены в белорусском Ирмологионе 1652 года (ГИМ. Син. певч. № 1368)).
С болгарским распевом связаны и 2 версии песнопения «Достойно есть», что также является отличительным признаком Жировичского Ирмологиона, ибо в рядовых украинских и белорусских ирмологионах или присутствует 1 версия, или вовсе данное песнопение отсутствует (это свидетельствует о принятом устном исполнении). По одной из версий, этот редкостный случай обусловило освящение Жировичского монастыря в честь Успения Пресвятой Богородицы. Кроме «болгарского», текст «Достойно есть» в данном сборнике озвучен «вел[иким]» напевом того же стиля.
Ещё одним отличительным признаком Жировичского Ирмологиона является наличие песнопения «Да исполнятся уста наша» в двух редких редакциях, происхождение которых, по мнению исследователей, по типу мелодики, возможно, связано также с болгарским напевом. При этом названия им при составлении сборника не было присвоено, в то же время более поздние заглавия (по почерку выходит конец XVIII века) — «украинское» и «белорусское». В связи с поздними приписанными названиями считается, что так пытались отразить более позднее представление о месте хождения этих версий песнопения, при этом не было отражено их родство с болгарско-греческими редакциями (отличаются очень редкой фиксацией).

## Особенности
Подборка Жировичского Ирмологиона считается одной из первых в своём роде и наиболее богатых по составу. Синхронные Ирмологиону памятники «отстают» от него в области редакции текстов и нотной записи песнопений. Так, хомония представлена в сборнике на угасающей стадии, а для киевской нотации используется нарочито «квадратное» письмо, в то время как в других ирмологионах того времени выявлено ещё соседство раздельноречия и «облегчённой» штриховидной формы письма. Текст Жировичского Ирмологиона отличается сокращением ряда песнопений на письме: например, в 24 песнопениях фитные распевы заменили простановкой 33 фит. Данный показатель для югозападнорусских ирмологионов XVII века считается средним числом. На лл. 82—92 рукописи, в ирмосах 2-го гласа, для оформления фитных распевов использованы квадратные скобки.</ref>. Таким образом, фитные распевы в песнопениях в данном сборнике воспроизводились или по памяти, или по другим записям этих же фит в рукописи. В то же время для сокращения общего времени исполнения, возможно, эти распевы могли вовсе опускать. Отличием от традиционных херувимских в херувимских Жировицкого Ирмологиона является т. н. «куплетная» их форма, то есть повторная строфическая, при этом первая мелодическая строка была использована при всех строках текстов. При ряде передовых изменений в Жировичском Ирмологионе в нём присутствуют также определённые архаические черты письма (цефаутный ключ на нижней линии, мутации). Возможно, в совокупности все эти элементы лишь отражают сформировавшуюся в униатской певческой культуре того времени тенденцию к умеренному обновлению текстов и нотописи.

## Историография
В XX веке интерес учёных к Жировичскому Ирмологиону носил постоянный характер. Так, обширная библиография об этом сборнике предоставлена украинским исследователем Ю. П. Ясиновским. Главной областью стала публикация его песнопений: самые различные из них были опубликованы Г. Пихурой, большая подборка песнопений болгарского распева принадлежит музыковеду Л. Ф. Корний (в транслитерации), единичные из них были опубликованы украинским музыковедом А. С. Цалай-Якименко в нотолинейном переводе. В XXI веке работу последней продолжила Е. Ю. Шевчук. Постоянно велось и ведётся исследование самих напевов.

## Галерея

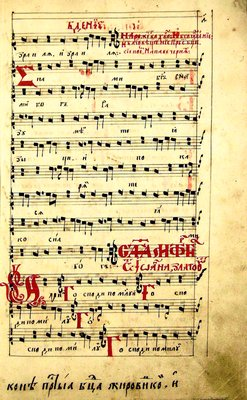
Всенощное бдение. Лист из Жировичского Ирмологиона
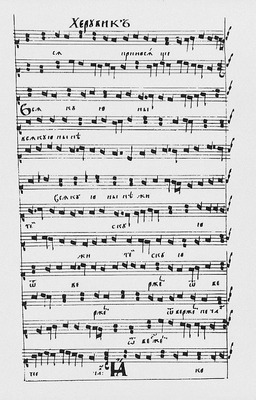
Лист из Жировичского Ирмологиона

## Комментарии
1. ↑  Имеется в виду следующий труд исследователя: Ясиновський, Юрій. Українські та білоруські нотолінійні Ірмолої 16—18 століть. Каталог і кодикологічно-палеографічне дослідження. — Львів : Місіонер, 1996. — С. 126—128.[5]
2. ↑  Данная херувимская песнь встречается и в других источниках (под разными названиями): как «болгарская» — в карпатском Долинянском Ирмологионе конца XVI — начала XVII веков; как «перенос грецкий» — в польском Ирмологионе 1631 года священника Захарии Брусленовского; как «грецкий повседневный» — в киевском монастырском Межигорском Ирмологионе 40-х годов XVII века; как «греческая миляля» — с церковнославянским текстом в белорусском Белоковельском Ирмологионе (ГИМ. Син. певч. № 1368); как «повседневная» 7-го гласа — в скитском Манявском Ирмологионе; без особого названия — в белорусском Ирмологионе, составленном в Москве (ГИМ. Син. певч. № 890), и прочих памятниках[1].
3. ↑  То же оформления с квадратными скобками позднее применили в графике старопечатного Львовского Ирмологиона 1709 года[1]